# Guoskkarivier
Guoskkarivier (Guoskkajohka) is een rivier die stroomt in de Zweedse  gemeente Kiruna.  De rivier ontvangt haar water van de hellingen van de Njallberg en van het Guoskkaplateau. De rivier stroomt naar het noordoosten. Haar water belandt in het Nakermeer. Ze is circa 5 kilometer lang.
Afwatering: Guoskkarivier → (Nakermeer) → Nakerrivier → Torneträsk → Torne → Botnische Golf